# Comté de Williamson (Texas)
Pour les articles homonymes, voir Comté de Williamson.
Le comté de Williamson, en anglais : Williamson County, est un comté situé dans le centre de l'État du Texas aux États-Unis. Fondé le 13 mars 1848, son siège de comté est la ville de Georgetown. Selon le recensement de 2020, sa population est de 609 017 habitants. Ce comté comprend dans ses limites une partie de la ville d'Austin. Le comté a une superficie de 2 937 km2, dont 2 896,3 km2 en surfaces terrestres. Le comté est baptisé en l'honneur de Robert McAlpin Williamson (en), vétéran de la révolution texane.

## Organisation du comté
Le comté de Williamson est créé le 13 mars 1848, à partir des terres du comté de Milam. Il est définitivement organisé et autonome, le 7 août 1848.
Le comté est baptisé en référence à Robert McAlpin Williamson (en), un juge de la Cour suprême des États-Unis pour la république du Texas, un Texas Ranger et un vétéran de la bataille de San Jacinto,.

## Géographie
Le comté de Williamson est situé dans le centre, de l'État du Texas, aux États-Unis,. Il se trouve sur le plateau d'Edwards et dans les prairies de Blackland du Texas.
Le comté a une superficie totale de 2 937 km2, composée de 2 896,3 km2 de terres et de 41,7 km2 de zones aquatiques.

## Comtés adjacents
|                 | Comté de Bell       | Comté de Milam   |
| Comté de Burnet | comté de Williamson | Comté de Lee     |
|                 | Comté de Travis     | Comté de Bastrop |

## Démographie
Lors du recensement de 2010, le comté comptait une population de 422 679 habitants. En 2017, la population est estimée à 547 545 habitants,.
| Groupes           | Comté de Williamson | Texas | États-Unis |
| ----------------- | ------------------- | ----- | ---------- |
| Blancs            | 78,1                | 70,4  | 72,4       |
| Autres            | 7,0                 | 10,6  | 6,4        |
| Afro-Américains   | 6,2                 | 11,9  | 12,6       |
| Asiatiques        | 4,8                 | 3,8   | 4,8        |
| Métis             | 3,2                 | 2,5   | 2,7        |
| Amérindiens       | 0,6                 | 0,7   | 0,9        |
| Total             | 100                 | 100   | 100        |
|                   |                     |       |            |
| Latino-Américains | 23,2                | 37,6  | 16,7       |

Pyramide des âges du comté de Williamson (2000).

Selon l'American Community Survey, pour la période 2011-2015, 79,30 % de la population âgée de plus de 5 ans déclare parler anglais à la maison, alors que 14,55 % déclare parler l’espagnol, 0,73 % une langue chinoise, 0,55 % le vietnamien et 4,87 % une autre langue.

## Galerie

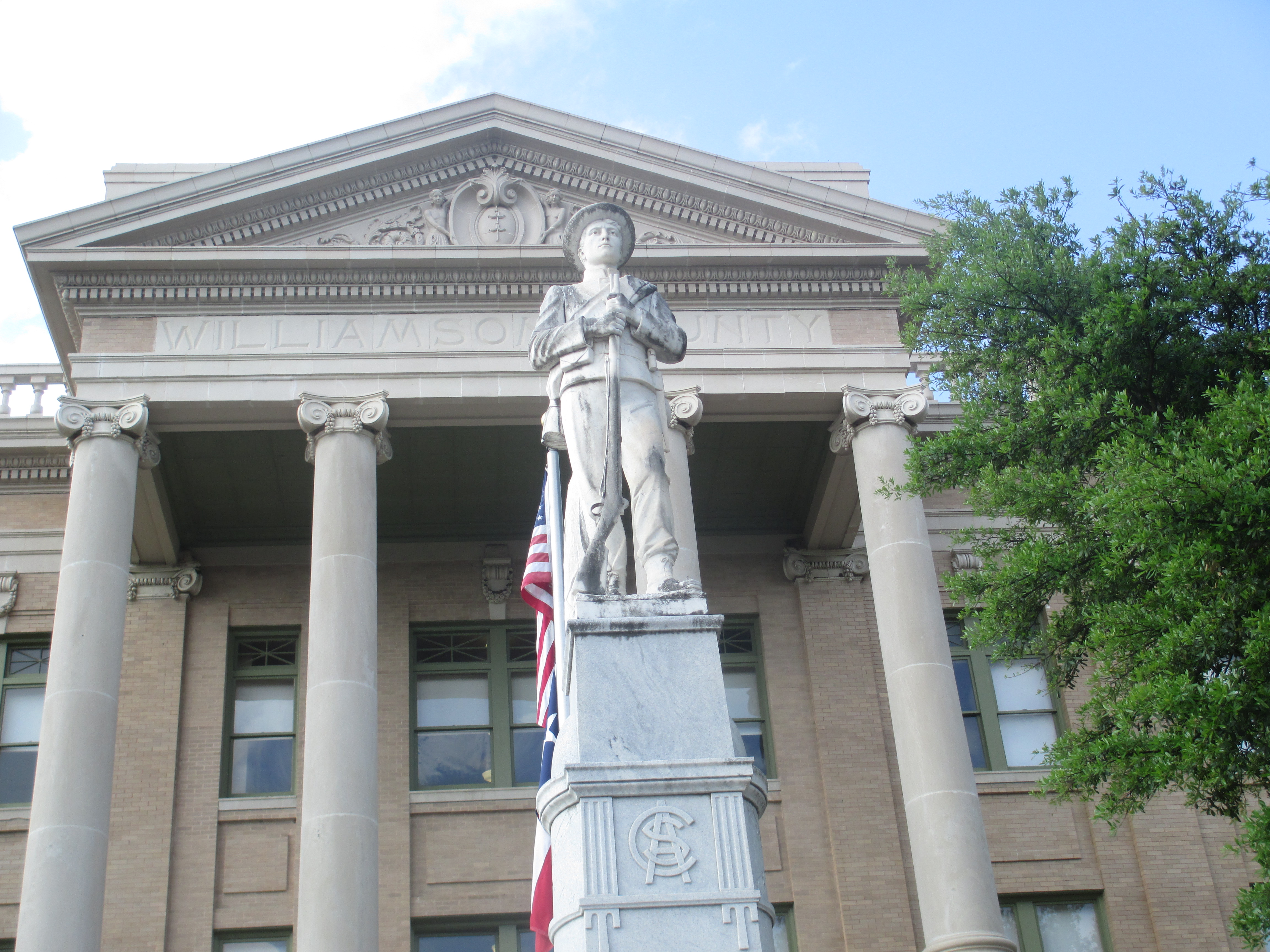
Statue des Confédérés au palais de justice du comté.
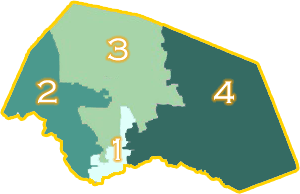
Carte du comté de Williamson présentant les quatre precincts.
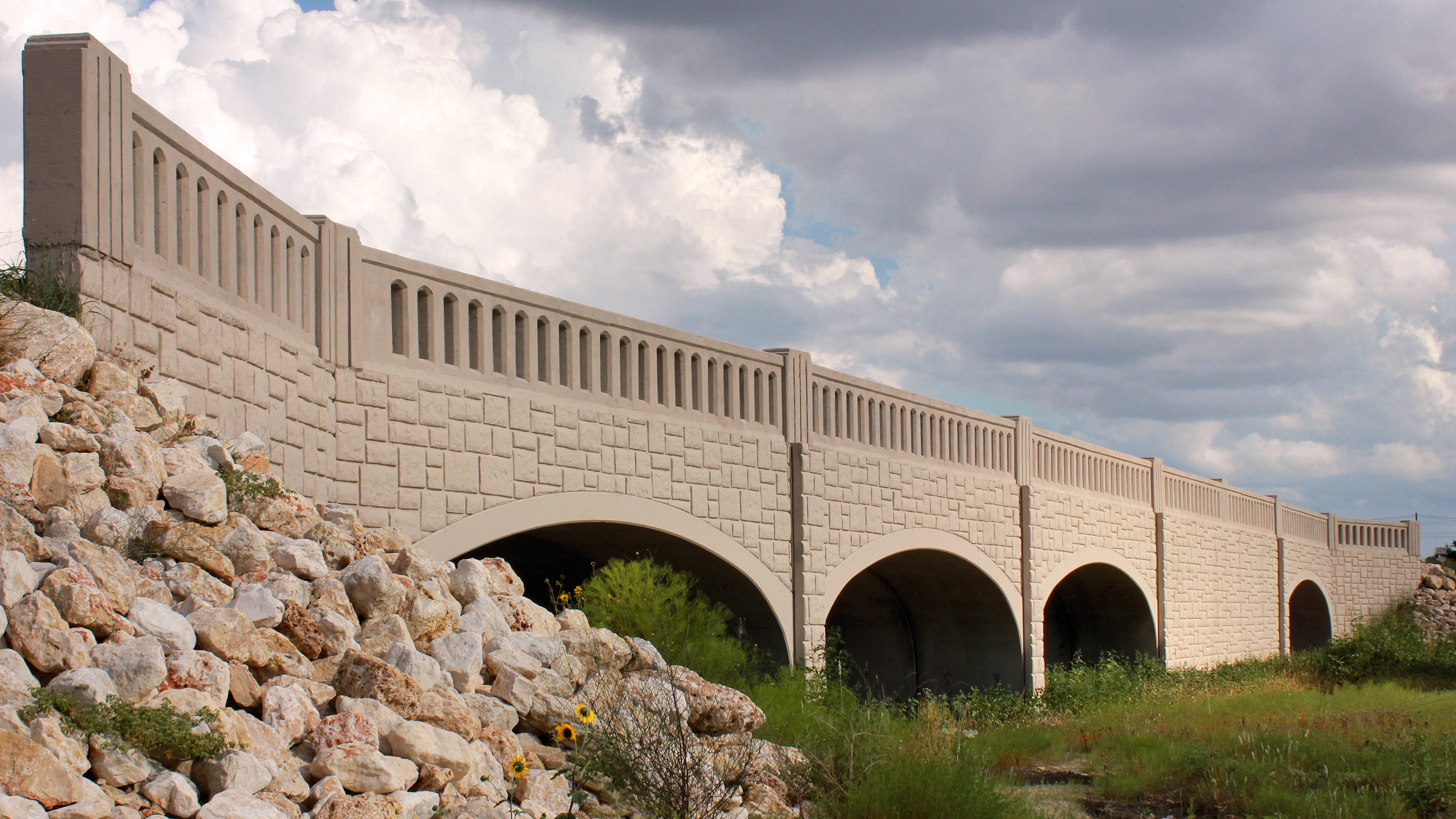
Pont sur le bras sud de la rivière Brushy Creek à Leander.

### Source de la traduction
- (en) Cet article est partiellement ou en totalité issu de l’article de Wikipédia en anglais intitulé « Williamson County, Texas » (voir la liste des auteurs).